# The Monsterican Dream
The Monsterican Dream és el segon àlbum de la banda Lordi.

## Llista de Cançons
1. Threatical Trailer – 01:09
2. Bring It On (The Raging Hounds Return) – 04:35
3. Blood Red Sandman – 04:03
4. My Heaven Is Your Hell – 03:41
5. Pet The Destroyer – 03:50
6. The Children Of The Night – 03:45
7. Wake The Snake – 03:46
8. Shotgun Divorce – 04:42
9. Forsaken Fashion Dolls – 03:43
10. Haunted Town – 03:13
11. Fire In The Hole – 03:27
12. Magistra Nocte – 01:33
13. Kalmageddon – 04:33